# Veľká Mača
Veľká Mača este o comună slovacă, aflată în districtul Galanta din regiunea Trnava. Localitatea se află la altitudinea de 123 m deasupra n.m., se întinde pe o suprafață de 14,81 km2 și în 2017 număra 2.523 de locuitori.

## Istoric
Localitatea Veľká Mača este atestată documentar din 1326.

## Demografie
| An:                | 1994 | 2004   | 2014   | 2024   |
| ------------------ | ---- | ------ | ------ | ------ |
| Număr de persoane: | 2559 | 2614   | 2571   | 2560   |
| Diferență:         |      | +2,14% | −1,64% | −0,42% |

| An:                | 2023 | 2024   |
| ------------------ | ---- | ------ |
| Număr de persoane: | 2564 | 2560   |
| Diferență:         |      | −0,15% |